# STS-28
La STS-28 è una missione spaziale del Programma Space Shuttle.

## Equipaggio
- Brewster H. Shaw, Jr. (3) - Comandante
- Richard N. Richards (1) - Pilota
- James C. Adamson (1) - Specialista di missione
- David C. Leestma (2) - Specialista di missione
- Mark N. Brown (1) - Specialista di missione

Tra parentesi il numero di voli spaziali completati da ogni membro dell'equipaggio, inclusa questa missione.

## Parametri della missione
- Massa: 19.600? kg Carico utile Satellite Data System satellite?
- Perigeo: 289 km
- Apogeo: 306 km
- Inclinazione orbitale: 57.0°
- Periodo: 1 ora, 30 minuti, 30 secondi